# Prosoeca oldroydi
Prosoeca oldroydi är en tvåvingeart som beskrevs av Hull 1958. Prosoeca oldroydi ingår i släktet Prosoeca och familjen Nemestrinidae. Inga underarter finns listade i Catalogue of Life.